# Station Przeworsk Towarowy
Station Przeworsk Towarowy is een spoorwegstation in de Poolse plaats Przeworsk.